# Liste von Kunstwerken im öffentlichen Raum in Bad Sassendorf
Koordinaten: 51° 34′ 59″ N, 8° 10′ 0″ O
Die Liste von Kunstwerken im öffentlichen Raum in Bad Sassendorf gibt einen Überblick über Kunst im öffentlichen Raum, unter anderem Skulpturen, Plastiken, Landmarken und andere Kunstwerke im Kurort Bad Sassendorf und seinen Ortsgemeinden. Dazu zählen die Orte Bettinghausen, Beusingen, Elfsen, Enkensen im Klei, Heppen, Heringsen, Lohne, Neuengeseke, Opmünden, Ostinghausen und Weslarn. Es besteht kein Anspruch auf Vollständigkeit.
| Bezeichnung                                           | Standort                                                                                  | errichtet | Künstler                                         | Anmerkungen | Bild           |
| ----------------------------------------------------- | ----------------------------------------------------------------------------------------- | --------- | ------------------------------------------------ | --- | -------------- |
| Johanna-Volke-Denkmal auf Hof Haulle                  | Bad Sassendorf Kulturzentrum Hof Haulle, An der Rosenau 2 Standort                        | 2019      | Michael Düchting                                 | Bronzeskulptur auf einem Grünsandsteinblock mit Inschrift. Denkmal für die Hebamme Johanna Volke (1892–1963) Die Hebamme Johanna Volke hat sich Zeit ihres Lebens unermüdlich und aufopferungsvoll um Mütter und Neugeborene gekümmert. Seit 1925 war sie in Bad Sassendorf tätig, in den Wirren des Krieges stand sie auch Zwangsarbeiterinnen und Flüchtlingen beiseite. |                |
| Großgemeinde Bad Sassendorf                           | Bad Sassendorf Wiese am Jahnplatz Standort                                                | 2019      | Michael Düchting                                 | Stein, Eichenholz Eichenholzstelen mit Steinquadern in Form des Gemeindegebiets von Bad Sassendorf. Die zwölf Ortsteile der Gemeinde sind auf den Steinquadern mit Name, Wappen und Sehenswürdigkeiten dargestellt. Anlass der Aufstellung war der 50. Jahrestag der Gründung der Großgemeinde Bad Sassendorf. |                |
| Salzwaage                                             | Bad Sassendorf Kaiserstraße 2 Standort                                                    |           | Kord Winter                                      | Wippe mit Gewichtsskala und Salzsack aus Bronze. Die Salzwaage ist Teil der Sassendorfer Salzspuren, einem Rundgang durch den Ort. |                |
| Die fabelhafte Sonnenuhr                              | Bad Sassendorf Kaiserstraße 4 Standort                                                    |           | Kord Winter                                      | Lustige Sonnenuhr mit Drehpuzzle aus Holz mit Motiven Hahn, Schwein, Kuh auf achteckiger Grünsandsteinsäule. Durch drehen der Elemente kann man Fabelwesen zusammenstellen. Eine Bronzetafel am Sockel zeigt auf die Mittagsseite. Inschrift: „Liegt die Fläche noch im Schatten, lässt der Mittag auf sich warten. Hat die Sonn’ ihr’n höchsten Stand, scheint sie auch auf diese Wand“ und Geodaten von Bad Sassendorf. |                |
| Salzesel mit Sälzerknecht                             | Bad Sassendorf Sälzerplatz / Kaiserstraße 18 Standort                                     |           | Hans Gerd Ruwe                                   | Bronzeskulptur von einem Sälzerknecht und seinem störrischen Lastentier. | weitere Bilder |
| Vogelbrunnen am Sälzerplatz                           | Bad Sassendorf Sälzerplatz Standort                                                       |           | Bernhard Krauss                                  | Großer Zierbrunnen mit zehn Bronzevögeln als Wasserspeier. |                |
| Ente mit Küken                                        | Bad Sassendorf Bachmauer Rosenau am Kurmittelhaus Standort                                | 1993      | Ladislav Hlina                                   | Bronze, Skulpturengruppe einer Entenfamilie am Ufer der Rosenau. |                |
| Bonifatius-Brunnen (Geschichtsbrunnen Bad Sassendorf) | Bad Sassendorf Karl-Volke-Platz Standort                                                  | 1986      | Bonifatius Stirnberg                             | Der Bad Sassendorfer Geschichtsbrunnen von Bonifatius Stirnberg zeigt Szenen aus der ehemaligen Sälzergemeinde. Die zentrale, zwei Meter hohe Säule bildet ein Gradierwerk nach. Um dieses stehen ein alter Salzsieder bei der Arbeit, eine Bauersfrau mit ihrem Geflügel, ein schwer beladener Salzesel, der stolze Salzbaron aus einer Erbsälzerfamilie und zwei badende Kinder. Die Kinder im Holzbottich erinnern an die ersten Kurgäste der Kinderheilanstalt, die dort Ende des 19. Jahrhunderts gesund gebadet wurden. Die bronzenen Figuren sind bewegliche „Action-Skulpturen“ und man kann sie in witzige Posen setzen. Zu Ehren des Künstlers wird der Brunnen „Bonifatius-Brunnen“ genannt. | weitere Bilder |
| Die Fontäne (Pfauenbrunnen / Mosaikpfau)              | Bad Sassendorf Kurpark, Kurpromenade, Karl-Volke-Platz / Bismarckstr. Standort            | 1982      | Wolfgang Kreutter                                | Brunnen, Bronze, Keramikmosaik Wasserspiel mit Pfauenskulptur am Eingang zum Kurpark bei Haus Rosenau. Der bunte Vogel trägt ein Kleid aus Mosaiksteinen. | weitere Bilder |
| Fuchs                                                 | Bad Sassendorf Kurpark, Eingang Kurpromenade im Gebüsch Standort                          |           | Ladislav Hlina                                   | Kleine Bronzeskulptur von einem Fuchs. |                |
| Der gute Hirte                                        | Bad Sassendorf Kurpark, Kurpromenade am Schloss Sassendorf Standort                       |           | Fritz Viegener / Alfons Düchting; Herbert Görder | Anröchter Dolomit Der Entwurf für den Schäfer stammt von dem Soester Steinbildhauer Fritz Viegener. Nach seinem Tod setzte Alfons Düchting seine Arbeit um. Die Schafe dazu gestaltete Herbert Görder im Auftrag des Kurdirektors. |                |
| Marktfrau mit Enten                                   | Bad Sassendorf Kurpark, Salzstr., am Hotel Schnitterhof Standort                          |           | Herbert Görder                                   | Anröchter Dolomit Skulptur einer fülligen Marktfrau mit ihrem Federvieh. Modell für die knuffige Händlerin war eine Marktfrau aus Paderborn, die über 50 Jahre lang ihren Verkaufsstand beschickte. Herbert Görder setzte ihr damit ein Denkmal. |                |
| Die Großmutter                                        | Bad Sassendorf Kurpark, Salzstr., am Hotel Schnitterhof Standort                          |           | Ladislav Hlina                                   | Bronze, Sitzende Großmutter mit Katze auf dem Schoß und ihrer Enkelin. Die Skulptur ist ein Sinnbild für die Begegnung der Generationen und die Weitergabe von Wissen und Tradition. |                |
| Flüsternde (Das Geheimnis)                            | Bad Sassendorf Kurpark, Hof Hueck Standort                                                |           | Jürgen Ebert                                     | Bronze, Skulptur zweier junger Mädchen am Weidezaun. Das stehende flüstert dem sitzenden ein Geheimnis zu. Aufmerksam lauscht sie ihren Worten. |                |
| Mädchen mit Fohlen                                    | Bad Sassendorf Kurpark, Wiese am Hof Hueck Standort                                       |           | Ladislav Hlina                                   | Bronze, Skulptur von einem kleinen Mädchen und einem jungen Fohlen. |                |
| Ziegenböckchen                                        | Bad Sassendorf Kurpark, Wiese am Hof Hueck / Gradierwerk Standort                         | 1993      | Ladislav Hlina                                   | Bronze, Stein; zwei junge Ziegenböcke messen ihre Kräfte auf einem Felsen. |                |
| Wetterhaus in Bronze                                  | Bad Sassendorf Kurpark, am Gradierwerk Standort                                           |           | Bonifatius Stirnberg                             | Bronze. Bei diesem Wetterhäuschen darf der Herr bei schönen Wetter raus. Die Dame muss sich mit einem Schirm vor Regen schützen. Da aber kein Hygrometer angeschlossen ist, bleibt es dem Besucher überlassen, welche Wetterfigur aus dem Haus darf – auch wenn die Drehscheibe mittlerweile ein wenig klemmt. |                |
| Wundmal (Denkmal an das Leid der Verschickungskinder) | Bad Sassendorf Kurpark, am Gradierwerk Standort                                           | 2024      | Heike Fischer-Nagel                              | Bronze auf Sockel aus Anröchter Granit Das Denkmal erinnert an das Leid der Verschickungskinder. Zwischen 1950 und 1990 wurden tausende Kinder zur Erholung in sogenannte Kinderkurheime verschickt. Sie waren zwischen 2 und 14 Jahre alt. Statt gesund zu werden, kamen viele traumatisiert zurück. Auch in Bad Sassendorf haben Kinder während ihres Kuraufenthalts Demütigungen, Leid und Missbrauch erlebt. Die Originalskulptur aus Sandstein entstand 2022. |                |
| Mädchen Rühr mich nicht an (Dame mit Hut)             | Bad Sassendorf Kurpark, am Gradierwerk / Zaun Börde-Therme Standort                       | 1978      | Wolfgang Kreutter                                | Bronze Eine junge Dame mit breitkrempigem Sonnenhut ist in ein Badehandtuch gewickelt. Ihr verträumter Blick wirkt unschuldig und sie gleicht einer Blume, die im Verborgenen blüht – dem „Kräutlein-rühr-mich-nicht-an“. Daher auch der Name der Skulptur. |                |
| Salzkristall-Brunnen                                  | Bad Sassendorf Kurpark, am Eingang der Börde-Therme, Gartenstraße 26 Standort             |           | Leo Janischowsky                                 | Marmor; Brunnenskulptur mit riesigem Salzkristall auf rundem Treppenpodest. |                |
| Zeitungsleser                                         | Bad Sassendorf Kurpark, in der Börde-Therme, Gartenstraße 26 Standort                     |           | Michael Kraus                                    | Kleines Wasserspiel aus Kupfer mit einem Mann am Cafétisch. |                |
| Die Ruhende                                           | Bad Sassendorf Kurpark, in der Börde-Therme, Gartenstraße 26 Standort                     |           | Ladislav Hlina                                   | Bronzeskulptur, Akt einer schlafenden Frau im Sand. |                |
| Erlebnis-Gradierwerk zum Sehen, Fühlen und Begreifen  | Bad Sassendorf Kurpark, zwischen Börde-Therme und Gradierwerk Standort                    | 2022      | Felix Broerken                                   | Bronze auf Steinsockel. Dreidimensionales Modell der Börde-Therme und des Gradierwerks im Kurpark als Tastmodell. Felix Broerken hat mit seinem Vater Egbert Broerken schon tausende öffentliche Stadtmodelle und Einzelbauten angefertigt, um Blinden die Sehenswürdigkeiten begreifbar zu machen. |                |
| Geschwisterliebe                                      | Bad Sassendorf Kurpark, am Gradierwerk / Wiese an der Vogelvoliere Standort               |           | Werner Klenk                                     | Bronze; Skulpturengruppe von zwei Kindern. Der hockende Junge hält einen kleinen Vogel schützend in den Händen. Seine ältere Schwester blickt neugierig auf das Tier und mahnt den Bruder den Vogel nicht zu verletzen. |                |
| Wildwechsel (Wildschweine)                            | Bad Sassendorf Kurpark, am Gradierwerk / Wiese an der Vogelvoliere Standort               |           | Hans Gerd Ruwe                                   | Bronze; Skulptur einer rennenden Bache mit ihren Frischlingen. |                |
| Vegetative Form                                       | Bad Sassendorf Kurpark, Wiese an der Vogelvoliere / am Zaun der Kinderfachklinik Standort |           | Alfons Düchting                                  | Stein, Außerirdisches Gemüse |                |
| Katzen                                                | Bad Sassendorf Kurpark, Weg vom Platz Nass zum Gradierwerk Standort                       |           | Hans Gerd Ruwe                                   | Bronze; Skulpturengruppe auf beiden Seiten des Weges. Begegnung zwischen zwei Katzen. Ein liebestoller Kater schleicht einer Katze auf der gegenüberliegenden Mauer hinterher. Diese blickt misstrauisch in seine Richtung. |                |
| Hühnerbaum                                            | Bad Sassendorf Kurpark, Wiese am Teehaus Standort                                         |           | Hans Gerd Ruwe                                   | Bronze. Witzige Bronzeskulptur mit Hühnern auf einem Baum. Über ihnen, auf der Spitze, thront ein krähender Hahn. |                |
| Alter Mann mit Fisch                                  | Bad Sassendorf Kurpark, am großen Kurteich Standort                                       | 1994      |                                                  | Bronze. Szene aus „Der Fischer und seine Frau“ aus der Märchensammlung der Gebrüder Grimm. Der alte Fischer erzählt dem Wunschfisch seine Eheprobleme mit Ilsebill – „...de will nich so, as ik wol will.“ |                |
| Flötenspielerin                                       | Bad Sassendorf Kurpark, Wiese am Rosengarten Standort                                     | 1993      | Ladislav Hlina                                   | Bronze. Skulptur einer sitzenden Flötenspielerin mit Querflöte |                |
| Hier ruht Kunst                                       | Bad Sassendorf Kurpark, WC am Gradierwerk Standort                                        |           | V. A.                                            | Marmorplatte, Mauer, Steine Drei senkrechte Steinplatten als Grabmal für den „Geist der Kunst“. Die Idee zu einer Parodie auf die Moderne Kunst kam dem Kurdirektor bei einem Besuch der Dokumenta in Kassel. Traditionell wird im Kurpark gegenständliche Kunst gezeigt, die das Auge des Betrachters erfreut. Die Skulptur ist ein Gemeinschaftsprojekt verschiedener Künstler. |                |
| Drei Mädchen mit Krügen                               | Bad Sassendorf Kurpark, Café Brunnenhaus Standort                                         |           | Karl-Heinz Rusche                                | Sandstein. Drei Frauen in langen Gewändern mit Wasserkrügen in den Händen. Ursprünglich war die Skulptur für einen Brunnen gedacht und aus den Krügen sollte Wasser fließen. Es blieb bei der trockenen Variante. |                |
| Sitzende Tänzerin                                     | Bad Sassendorf Kurpark, Café Brunnenhaus / Musikpavillon Standort                         |           | Ladislav Hlina                                   | Bronze; Skulptur einer Balletttänzerin, die sich die Schuhe zubindet. |                |
| Cellist                                               | Bad Sassendorf Kurpark, Café Brunnenhaus / Musikpavillon Standort                         |           | Alfons Düchting                                  | Sandstein. Witzige Skulptur eines Musikers im Frack mit Cello. |                |
| Schützende                                            | Bad Sassendorf Kurpark, Reha-Klinik Wiesengrund Standort                                  |           | Fritz Viegener                                   | Madonnenskulptur aus Anröchter Stein |                |
| Wasserträgerin                                        | Bad Sassendorf Kurpark, Kurpromenade Standort                                             |           | Fritz Viegener                                   | Lebensgroße Plastik aus Grünsandstein von einer Frau in orientalischer Kleidung mit Wasserkrug auf dem Kopf. |                |
| Der kleine Bach                                       | Bad Sassendorf Reha-Klinik Lindenplatz Standort                                           |           | Bonifatius Stirnberg                             | Bronze.Brunnenskulptur mit vier Wasserbecken aus Bronze und einem ummauerten Teich mit Tierfiguren. Sie stellen einen kleinen Bachlauf dar, an dessen Ufer sich Tauben und Enten niedergelassen haben. Das Wasser plätschert über Stufen in den See. Die Inschrift an den Metallbecken ist die erste Strophe des Liedes „Am Brunnen vor dem Tore“. |                |
| Lindenbrunnen                                         | Bad Sassendorf Reha-Klinik Lindenplatz, Eingangsbereich Standort                          |           | Werner Klenk                                     | Brunnen in stilisierter Form eines Baums mit Vögeln. |                |
| Der Westfale (Westfalen-Mann)                         | Bad Sassendorf Reha-Klinik Lindenplatz, im Gebäude Standort                               |           | Bonifatius Stirnberg                             | Kleine Bronzeskulptur, Charakter-Darstellung eines Westfalen im Sportdress mit Handtuch. |                |
| Evolving Ellipses                                     | Bad Sassendorf Reha-Klinik Lindenplatz, im Gebäude Standort                               | 2016      | Wolfgang Klee                                    | Glasskulptur, Glasmalerei. |                |
| Kraft der Natur                                       | Bad Sassendorf Parkplatz an der Börde-Therme, Gartenstraße Standort                       |           | Richard A. Cox                                   | Betonguss nach Vorlage aus Styropor. Eine überdimensionale Spargelspitze ragt aus dem Damm am Parkplatz. Sie symbolisiert die Kraft und Potenz, welche die Natur in sich trägt. |                |
| Lebensbaum                                            | Bad Sassendorf In der Klinik Quellenhof, Hepper Str. 3, Nähe Wildpark Standort            |           | Werner Klenk                                     | Lebensgroße Bronzeskulptur von einem Baum mit Vögeln und anderen Tieren. Die Tiere auf den blattlosen Ästen verkörpern menschliche Eigenschaften, die ihnen in Fabeln zugeschrieben werden: die weise Eule, die zänkischen Krähen, turtelnde Tauben... |                |
| Lebenskeim                                            | Bad Sassendorf Kreisverkehr Am Haulenbach / Schützenstraße Standort                       |           | Stephen Lawson                                   | 4 Meter hohe Steinskulptur auf dem Kreisverkehr an der Ortseinfahrt. Zwei überdimensionale Hände halten schützend einen Ball |                |
| Stonecircle                                           | Heppen Kreisverkehr Hepper Straße Standort                                                | 2008      | Richard A. Cox                                   | Steinkreis aus acht Steinkeilen aus Anröchter Grünsandstein auf Verkehrsinsel. Die acht Steinspitzen nehmen Bezug auf den achtspitzigen Sälzerstern in der Gemeinde Bad Sassendorf. Er war das Logo der Erbsälzerbrüderschaft. |                |
| Kreislauf der Natur                                   | Ostinghausen Landwirtschaftszentrum NRW, Haus Düsse Standort                              | 2008      | Richard A. Cox                                   | Moosbewachsene Brunnenskulptur aus Grünsandstein mit Wasserspiel, Licht (LED), Grundwasser. Renaturierung durch zufällig anfallende Pflanzen. Der Brunnen ist an der Stelle einer abgetragenen Kastanie platziert. |                |